# By Request
Pour les articles homonymes, voir By Request (homonymie).
Albums de Boyzone
Where We Belong
(1999) Ballads - The Love Song Collection
(2003)
By Request est la première compilation du boys band Boyzone. Il regroupe quinze singles des années 1994 à 1999. Quatre autres chansons sont inclus dans l'album, trois de la version bonus américaine du précédent album "Where We Belong" et une piste bonus "When You Say Nothing At All". L'album est le deuxième best of de l'année 1999 au Royaume-Uni. Il est 6x disque de platine et devient aussi le troisième record de ventes de best of au Royaume-Uni, il l'est encore aujourd'hui.

## Liste des titres
1. "I Love the Way You Love Me" – 3:46
2. "No Matter What" – 4:34
3. "All That I Need" – 3:42
4. "Baby Can I Hold You" – 3:15
5. "Picture of You " – 3:29
6. "Isn't It a Wonder" – 3:45
7. "A Different Beat" – 4:15
8. "Words" – 4:04
9. "Father and Son" – 2:46
10. "So Good" – 3:45
11. "Coming Home Now" – 3:39
12. "Key to My Life" – 3:37
13. "Love Me for a Reason" – 3:29
14. "When the Going Gets Tough" – 4:07
15. "You Needed Me" – 4:14
16. "All the Time in the World" – 3:45
17. "When You Say Nothing at All" – 3:03 (4:18)
18. "I'll Never Not Need You" – 4:10
19. "So They Told Me" – 3:29

## Crédits
- Boyzone – Voix
- Mike Mangini – Guitare, producteur des disques
- James McNally – Accordéon, sifflet
- Ann Morfee – Violon
- Steve Morris – Violon
- Tessa Niles – Voix de fond
- Graeme Perkins – Organisateur
- Audrey Riley – Violoncelle
- Trevor Steel – Programmeur, producteur
- Miriam Stockley – Voix de fond
- Carl Sturken – Arrangeur, producteur
- Philip Todd – Saxophone
- Peter John Vettese – Clavier
- Warren Wiebe – Voix de fond
- Gavyn Wright – Directeur des cordes
- Nigel Wright – Clavier, producteur
- Guy Baker – Trompette
- Gillian Kent – Violon
- Michael Hart Thompson – Guitare
- Andy Caine – Voix de fond
- Clare Thompson – Violon
- John Matthews – Voix de fond
- Andy Earl – Photographie
- Alex Black – Assistant de l'ingénieur du son
- Tim Willis – Ingénieur assistant
- Ben Allen – Guitare
- John R. Angier – Clavier
- Emma Black – Violoncelle
- Deborah Widdup – Violon
- Nastee – Disc Jockey
- Anna Hemery – Violon
- Wayne Hector – Voix de fond
- Yvonne John Lewis – Voix de fond
- Absolute – Producteur
- Richard George – Violon
- Skoti-Alain Elliot – Basse, programmeur, ingénieur de piste
- Laura Melhuish – Violon
- Orla Quirke – Design
- Jim Steinman – Producteur, producteur exécutif
- Tracie Ackerman – Voix de fond
- Nick Cooper – Violoncelle
- Ian Curnow – Producteur
- Danny G. – Clavier
- Andy Duncan – Batterie
- Simon Franglen – Clavier, engineer, programmeur
- Scott Gordon – Ingénieur des voix
- Steve Lipson – Basse, producteur, mandoline